# Batagur dhongoka
La tartaruga rugosa dalle tre strie (Batagur dhongoka Gray, 1834) è una rara specie di tartaruga della famiglia dei Geoemididi.

## Descrizione
Questa è una specie di Kachuga di medio-grandi dimensioni, che può raggiungere una lunghezza del carapace di 48 cm. Il suo carapace ellittico è più ampio dietro al centro, depresso, e ha un bordo posteriore liscio. Una chiglia mediale è presente, ma ridotta ad una proiezione posteriore sul 2° e 3° scudo vertebrale negli adulti. Il 1° scudo vertebrale è più largo che lungo. Il secondo scudo vertebrale nei giovani è più largo che lungo, ma negli adulti si allunga per diventare più lungo che largo. Diventa anche più appuntito posteriormente con il suo margine posteriore che si adatta all'emarginazione del terzo scudo vertebrale. Il 3° scudo vertebrale è più largo che lungo ed è più corto del 2° o del 4°. Come in altre specie di Kachuga, il 4° vertebrale è più lungo che largo e il 5° più largo che lungo. Il carapace è marrone oliva con una banda mediana marrone scuro o nera lungo la chiglia e due strisce laterali scure indistinte. Il piastrone è lungo e stretto; entrambi i lobi anteriori e posteriori sono più corti del largo ponte. C'è una tacca piastrale posteriore. La cucitura omero-pettorale è trasversale e si unisce alla centro del piastrale formando un angolo retto. La formula degli scudi piastrali è: abd> fem> pect> hum> an> <gul. Sul ponte, lo scudo inguinale è più grande di quello tonsillare. Piastrone e ponte sono gialli; una macchia rosso brunastra si trova su ogni scudo nei giovani. La testa è di dimensioni moderate, con un muso sporgente e una mascella superiore con una tacca poco profonda, bordata su ciascun lato da una proiezione simile a un dente. I bordi delle mascelle laterali sono dentellati. La pelle sulla parte posteriore della testa è divisa in scaglie. La testa è di colore da oliva a marrone con una striscia gialla su ciascun lato della testa che si estende all'indietro dalla narice, sopra l'orbita e il timpano, al collo. Le mascelle possono anche essere di colore più chiaro. Il collo e gli arti sono di colore olivastro o marrone giallastro. Scaglie trasversali ingrandite sono presenti sugli arti.
Il cariotipo è costituito da 52 cromosomi (Bickham and Carr, 1983).
I maschi sono molto più piccoli delle femmine, non superano i 26 cm di lunghezza della corazza (Smith, 1931), e hanno code lunghe e spesse.

## Distribuzione e habitat
L'areale comprende il Bangladesh e gli stati indiani di Assam, Bihar, Madhya Pradesh, Rajasthan, Uttar Pradesh e Bengala Occidentale. La presenza in Nepal necessita di conferme. Si tratta di una specie che popola acque dolci e salmastre, dal basso corso fluviale fino alla foce.

## Biologia
Biologia ancora poco conosciuta, ma riproduzione come in B. baska, da dicembre a marzo, con 15-35 uova per nidiata.

## Conservazione
La frammentazione e l'alterazione dell'habitat stanno causando la riduzione e la scomparsa delle popolazioni di questa specie, tanto che in Bangladesh è considerata «Critically Endangered». Progetti di conservazione in situ ed ex situ coordinati dal TSA India.